# Isotomurus palustris
Isotomurus palustris is een springstaartensoort uit de familie van de Isotomidae. De wetenschappelijke naam van de soort is voor het eerst geldig gepubliceerd in 1776 door Muller.

## Kenmerken
Isotomurus palustris heeft een middentekening, rooiige flanken en daartussen weer spaarzame tekening.